# 雨山水库
雨山水库是中国湖北省咸宁市通山县境内的一座水库，位于富水流域厦铺河支流湄港河上游，建于1970年。水库正常库容为884万立方米，集雨面积为20平方千米，海拔为124.5米。